# Album conceptual

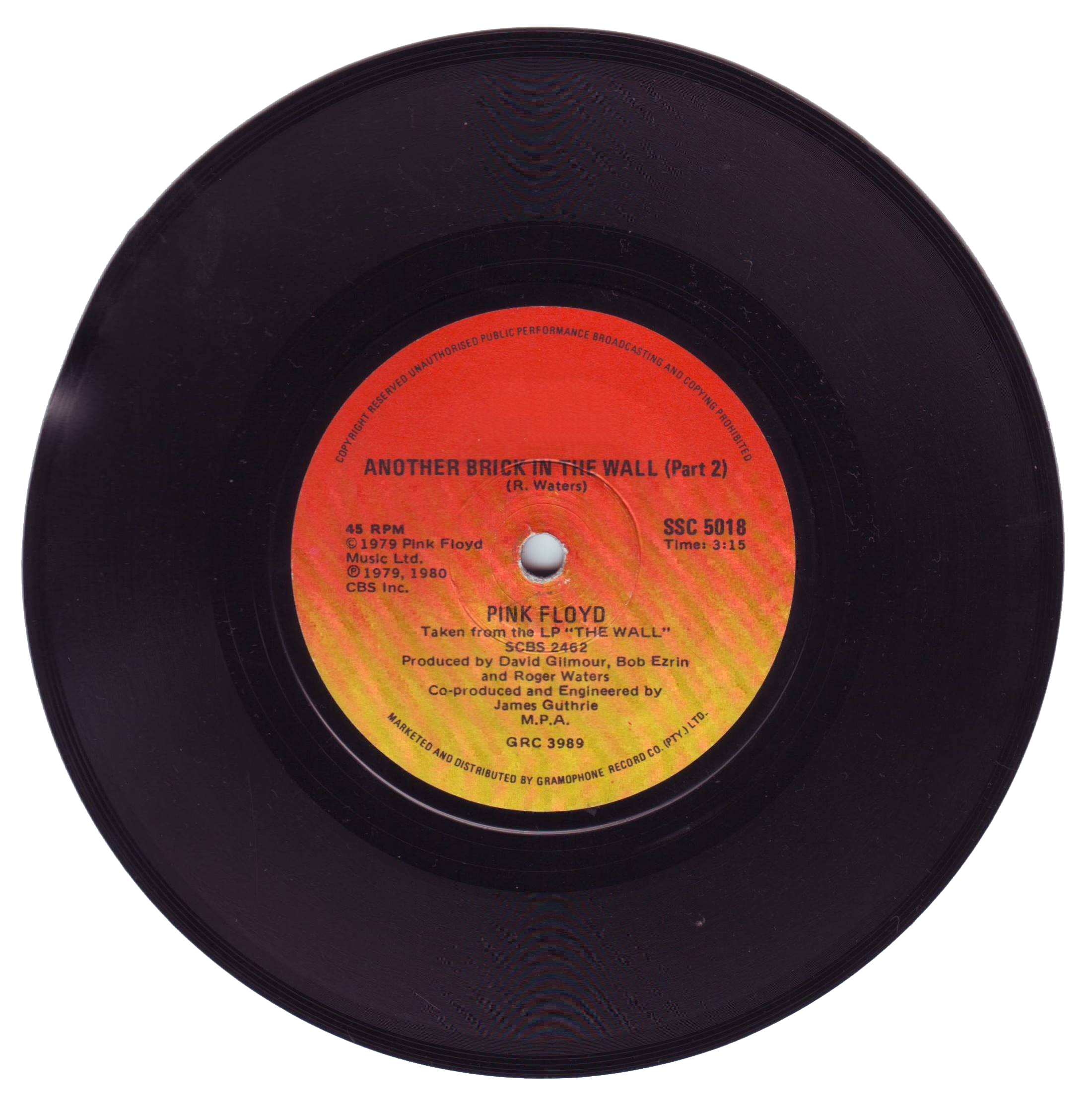
Una din copiile de "vinil" ale albumului Another Brick in the Wall a grupului britanic Pink Floyd.

Prin album conceptual sau album de concepție, în muzică, se înțelege un album muzical care "are o temă unificatoare, care poate fi instrumentală, compozițională, narativă ori lirică."  În mod comun, albumele de concepție tind să conțină teme muzicale și lirice care existau anterior în compozițiile artistului sau ale grupului muzical decât improvizații muzicale sau compoziții relativ independente. Ca metodă de finalizare a compozițiilor încă nerealizate, artistul și/sau grupul se reunesc compunând restul melodiilor în sesiuni de studio orientate strict spre finalizarea conceptuală a albumului. Spre deosebire de această manieră de lucru, în restul albumelor (neorientate conceptual), metoda de colectare a materialului muzical este stricta adunare a unor melodii neconectate liric, melodic sau altcumva.

## Istoric

### 1950s
Albumul muzical "Dust Bowl Ballads" al americanului Woody Guthrie este considerat a fi primul album muzical conceptual.
Înainte de prezența masivă a rock and roll-ului pe scena muzicală, albumele conceptuale au fost mai ales realizate de artiști faimoși precum Nat King Cole și Frank Sinatra, ultimul realizând o serie de albume conceptuale în anii 1950, așa cum ar fi In The Wee Small Hours, Come Fly with Me, Where Are You? și Nice 'n' Easy.

### Anii 1960
Albumul The Who Sell Out al grupului britanic The Who a fost realizat sub forma unui album conceptual simulând o transmisie radio pirat. În cadrul albumului, există reclame comerciale false, respectiv scurte linii melodice (jingle) autentice lansate de un fost post pirat adevărat (Wonderful Radio London), intercalate între cântecele albumului, care variază de la melodii de pop la unele de hard rock și psychedelic rock, culminând cu o mini-operă denumită "Rael." 

### Anii 1970
În anii 1970 și 1980, grupul de rock progresiv britanic The Alan Parsons Project a creat numai albume în întregime conceptuale.

### Anii 1990
Sepultura-Arise